# Vodní elektrárna Marmelos
Vodní elektrárna Marmelos (potrugalsky Usina Hidrelétrica de Marmelos) je nejstarší vodní elektrárnou v Jižní Americe. Je národní technickou památkou Brazílie.

## Historie
Vize srbského vynálezce Nikoly Tesly o století elektřiny se v Jižní Americe začala naplňovat na břehu řeky Rio Paraibuna, 7 km od města Juiz de Fora. Stavba silnice Estrada União e Indústria, první silnice s pevným povrchem v Jižní Americe, přivedla do města Juiz de Fora na jihovýchodě Brazílie množství kvalifikovaných pracovních sil, které se po dostavbě silnice začaly podílet na průmyslovém rozvoji města. Nejvýraznější podnikatelskou osobností byl Bernard Mascarenhas, zakladatel společnosti pro výrobu elektrické energie Companhia Mineira de Eletricidade. Pro potřeby místního textilního průmyslu pracovala soustava místních elektráren na stejnosměrný proud, poháněných silou spalovacích motorů. O využití vodní síly bylo rozhodnuto v roce 1888. 5. září 1889 byla slavnostně uvedena do provozu první vodní elektrárna nejen v Brazílii, ale v celé Jižní Americe. Výkon 125 kW dodala jednofázovým generátorům 60 Hz o napětí 1000 V firmy Westinghouse Forneyronova turbína severoamerické firmy Max Nothem. Provoz zajišťovaly dvě jednotky. Ve své době impozantní výkon 330 koňských sil postačil nejen k pohonu textilních strojů, ale později i k rozsvícení 700 lamp veřejného osvětlení. V roce 1892 byl výkon zvýšen na 300 kW a zaveden dvoufázový systém.
Derivační systém byl využit i při modernizaci v roce 1915, kdy byl výkon zvýšen na 600 kW a elektrárna napojena na třífázovou distribuční soustavu. Na původní derivační kanál navázal 235 m dlouhý tunel vyhloubený ve skále, který vodu přivedl nad zakončení vodopádů Cachoeira de Marmelos. Pracovní spád se ztrojnásobil a voda byla zpracována Francisovými turbínami, Modernizace systému a budování stanic dalších generací pokračovalo v průběhu celého 20. století. V roce 1980 se elektrárny Marmelos I,IA a II staly součástí energetické společnosti CEMIG. První stanice, zvaná Marmelos Zero, jejíž provoz byl ukončen v roce 1892 se stala Muzeem průmyslové revoluce.

## Popis
Horní hladinu pracovního spádu zajišťuje 8 m vysoká betonová hráz o celkové délce 51 m, vybudovaná na počátku peřejí Cachoeira de Marmelos. Nadmořská výška hladiny je 649 m. Nádrž o ploše 10 ha a užitečném objemu 3 000 m3 umožňuje denní krátkodobou regulaci pouze v nejsušším období. Průměrný průtok 21,9 m3/s vzniká odtokem z plochy 1 014 km2. Odtokový koeficient 21,7 l/s/km2 odpovídá tropickému deštnému klimatu s prudkými jednodenními výkyvy srážek. Akumulační schopnost nádrže umožňuje zhruba půlhodinový provoz ze zachycení krátkých průtrží. Provozní rozmezí hltností turbín 1,3 – 4,6 m3/s je však po většinu roku zajištěno. K původní historické elektrárně Marmelos Zero vede derivační kanál o délce zhruba 130 m, k elektrárnám Marmelos I,IA a II přivádí vodu podzemní tunel pod silnicí Estrada União e Indústria, který je pokračováním historické derivace. Podzemní vedení navazuje na další povrchové koryto, přivádějící vodu na hranu údolí nad koncem vodopádů. Pro výkon je pak využíván spád 47,3 m. Pět jednotek s Francisovými turbínami poskytuje celkový výkon 4 MW, což stanici zařazuje do kategorie malých vodních elektráren.

Provoz muzea, umístěného v historické budově z roku 1889, zajišťuje společnost CEMIG. 

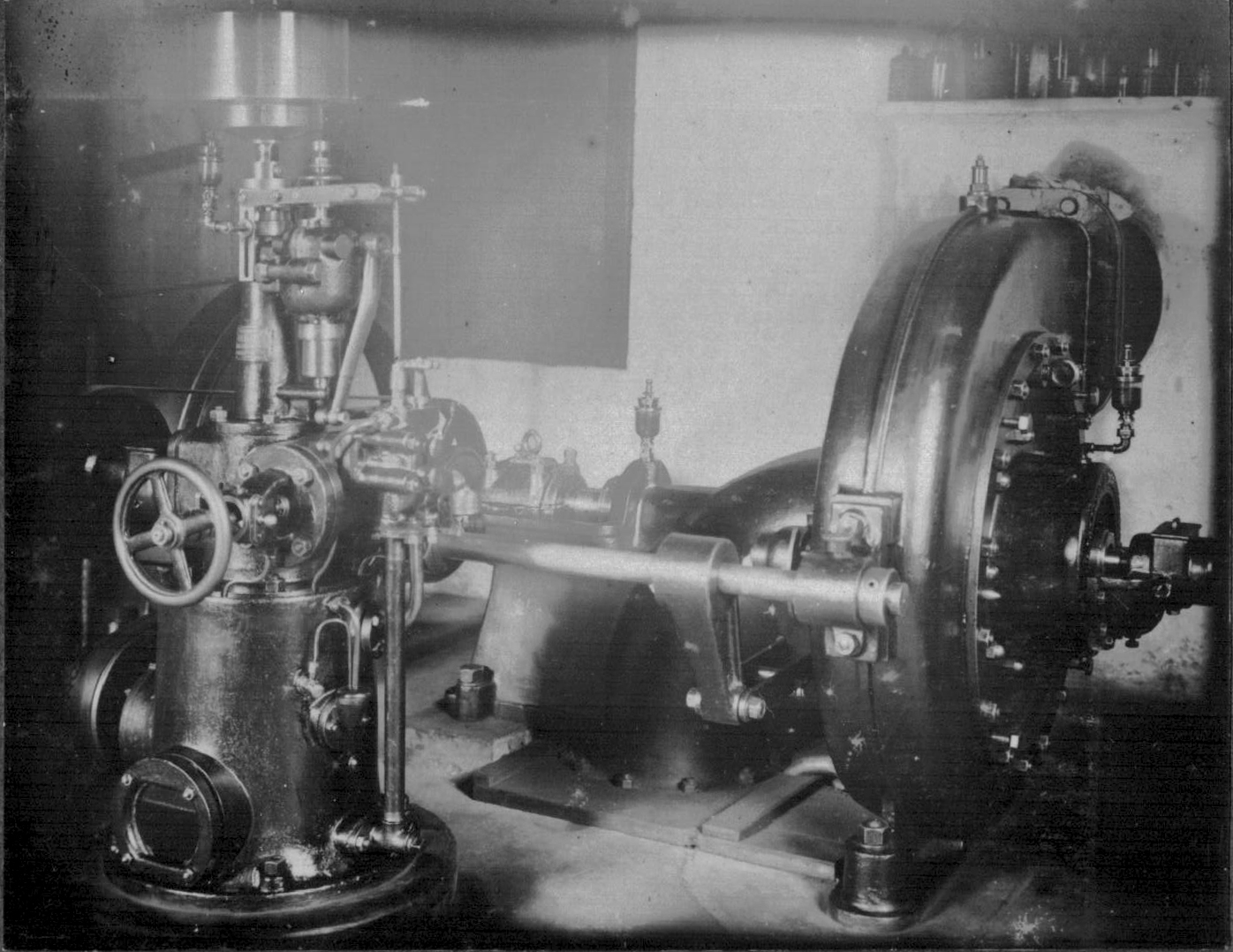
Turbína z roku 1889
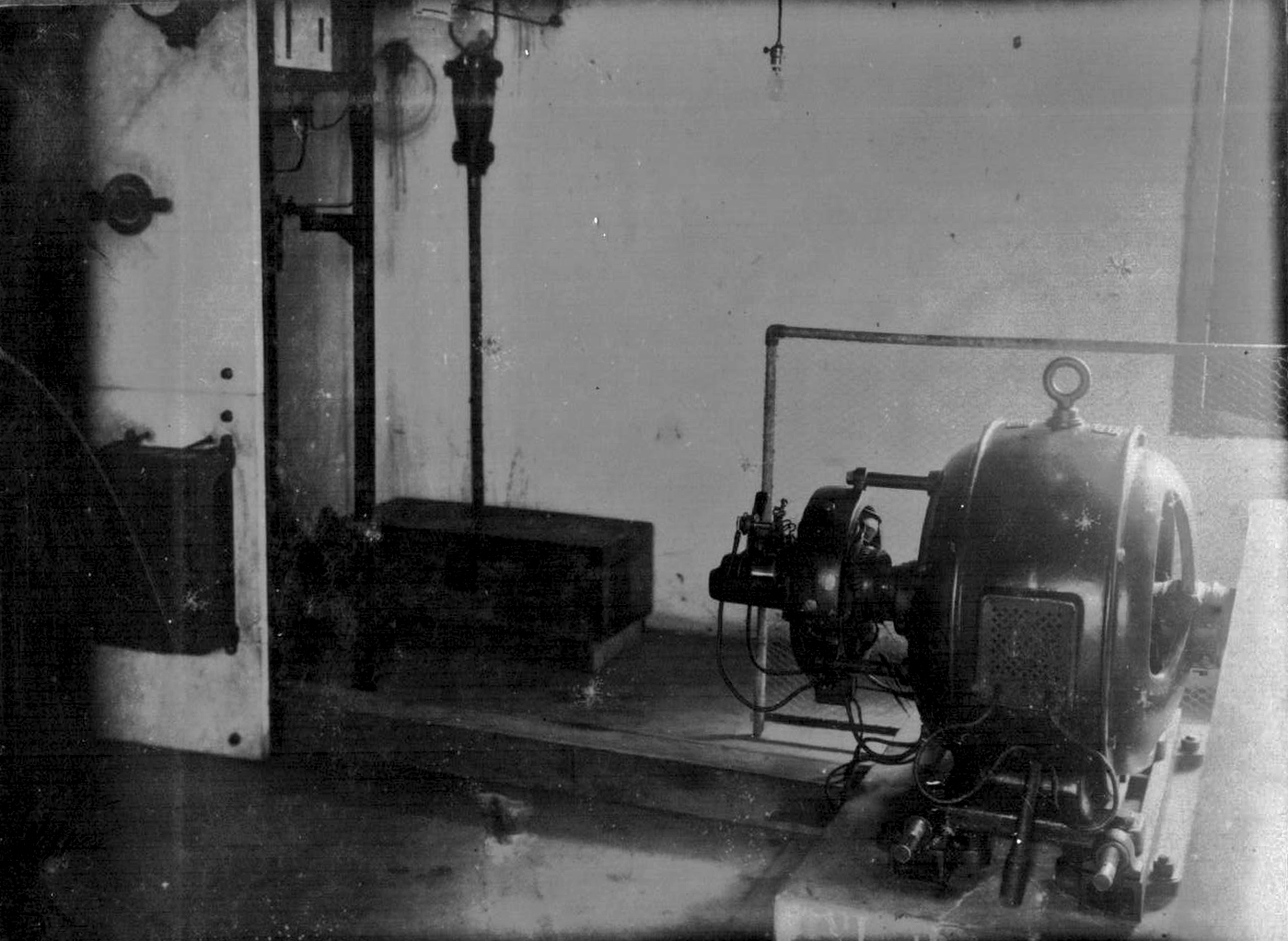
První generátor
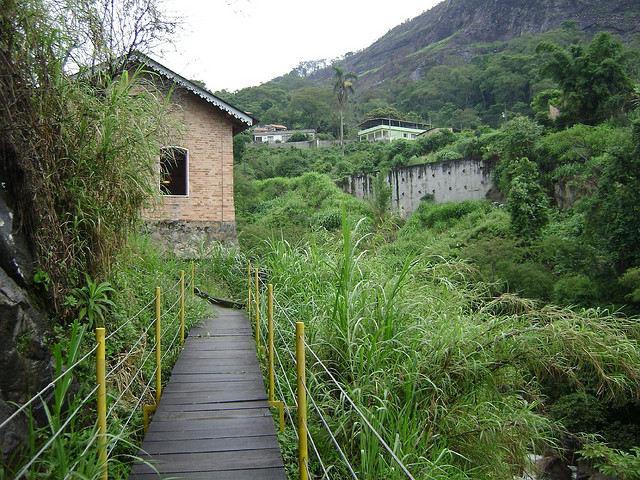
Marmelos Zero
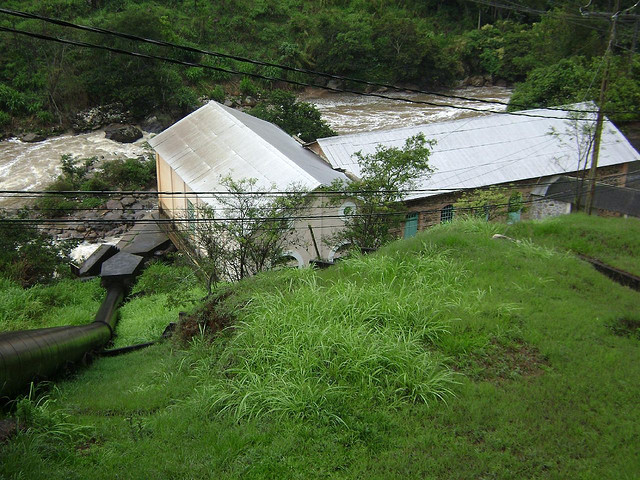
Marmelos I,IA a II
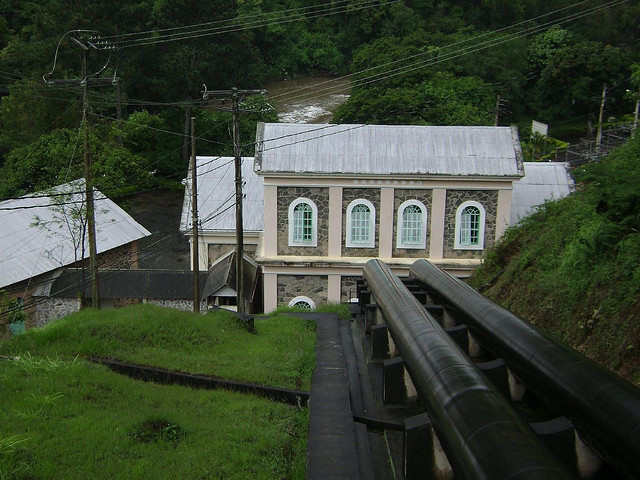
Přívod vody k turbínám Marmelos II